# 童緣
童緣（1425年—？），字大璋，浙江杭州府錢塘縣人，匠藉，明朝政治人物。進士出身。

## 生平
順天府鄉試第一百六十九名。景泰二年（1451年）辛未科會試第四十六名，殿試登進士第二甲第七十二名。

## 家族
曾祖童興祖。祖父童彥明。父亲童復初。